# 186 до н. е.

## Події
- Консулами Римської республіки обрані Аппій Клавдій Пульхр та Марк Семпроній Тудітан. Консули воювали проти лігурійських племен апуанів та ігавнів. Претором був Публій Корнелій Сулла.
- Початок Віфіно-Пергамської війни.